# Јованка Радивојевић
Јованка Радивојевић Кица (Призрен, 19. септембар 1922 — Косовска Митровица, јул 1943) била је учесница Народноослободилачке борбе и народни херој Југославије.

## Биографија
Рођена је 1922. године у Призрену, у грађанској породици. Већ у седмом разреду, постала је активна у деловању школског СКОЈ-а. У јесен 1939. године, постала је чланица Комунистичке партије Југославије.
Током припрема за прославу 1. маја 1940. године, скојевци су на зидине Каљаје, старе призренске утврде, поставили велику црвену петокраку звезду. Сутрадан су жандари похапсили велик број скојеваца и чланова КПЈ, међу којима и Јованкиног брата Александра. Ухапшени Призренци су штрајковали глађу, а Месни комитет КПЈ и СКОЈ-а организовао је демонстрације у којима је учествовала и Јованка. Због ових је активности била искључена из школе, па се пребацила на школовање у Пећ. Школска управа у Пећи је убрзо добила њен досије, па је и тамо искључена из школе. Напослетку се пребацила у Тетово.
Априла 1941. године, Косово и Метохију је окупирала италијанска марионетска држава, Краљевина Албанија. Јованка се вратила кући и прикључила Народноослободилачком покрету Југославије у припремама за оружану борбу. Била је секретарица Месног комитета СКОЈ-а и чланица Месног комитета КПЈ за Призрен. У Призрену је деловала илегално због чега је по наредби МК КПЈ пребачена у Урошевац, где је деловао Обласни комитет КПЈ за Косово и Метохију.
Крајем 1942. године, Јованка је била пребачена у Косовску Митровицу, где је постала секретар Среског комитета СКОЈ-а. Маја 1943. године, учествовала је на Мајском састанку Покрајинског комитета КПЈ, на коме је разматран развој НОБ на Косову.
Ухватили су ју агенти Гестапоа, док је вршила тајни задатак и подвргли мучењу и испитивању. Пошто ништа није одала, у евиденцију је уписана као безимена и после тога стрељана.
Указом председника ФНР Југославије Јосипа Броза Тита 6. јула 1953. проглашена је за народног хероја.